# Monchaux-sur-Écaillon
Monchaux-sur-Écaillon és un municipi francès, situat a la regió dels Alts de França, al departament del Nord. L'any 2006 tenia 571 habitants. Limita al nord-est amb Maing, a l'est amb Quérénaing, al sud amb Verchain-Maugré, al sud-oest amb Haspres, al nord-oest amb Thiant.

## Demografia
| 1962                                       | 1968 | 1975 | 1982 | 1990 | 1999 | 2006 |
| ------------------------------------------ | ---- | ---- | ---- | ---- | ---- | ---- |
| 462                                        | 501  | 469  | 551  | 649  | 623  | 574  |
| Des de 1962: població sense dobles comptes |      |      |      |      |      |      |

## Administració
| Període   | Identitat       | Partit |
| --------- | --------------- | ------ |
| 2001-2007 | Pierre Busin    |        |
| 2007-2008 | Edwige Dupas    |        |
| 2008-     | Michel Cossiaux |        |